# Мязина, Екатерина Петровна
Екатерина Петровна Мязина ( (21) ноября 1898 год, Воронежская губерния — 5 июля 1963, Волгоград) — советская театральная актриса, народная артистка РСФСР (1954).

## Биография
Екатерина Петровна Мязина родилась 21 ноября 1898 года в воронежской деревне в крестьянской семье. После смерти отца мать работала кухаркой и жила с дочкой у богатых господ. В 1916 году окончила Воронежскую Мариинскую гимназию, занималась репетиторством, посещала учительские курсы.
В 1922 году окончила Воронежские театральные курсы. Первым её театром стал Краснодарский драматический театр, работала в театре города Острогожск. Играла в театрах Архангельска, Майкопа, Грозного, Сочи.
С 1933 года артистка Сталинградского драматического театра имени М. Горького (позже Волгоградского, закрыт в 1989 году; сейчас на его месте находится Волгоградский государственный новый экспериментальный театр), где работала около 30 лет.
Умерла 5 июля 1963 года, будучи с театром на гастролях, была похоронена в Волгограде (могила, по-видимому, не сохранилась).

## Память
- В 1968 году в Волгограде на доме, где жила Мязина (улица Ленина, 19, угол с улицей Мира), установлена мемориальная доска с надписью «В этом доме жила артистка Волгоградского театра драмы имени М. Горького, народная артистка РСФСР Мязина Екатерина Петровна. 1898—1963»[2].

## Награды и премии
- Заслуженная артистка РСФСР (1942).
- Народная артистка РСФСР (1954).
- Медаль «За трудовую доблесть» (7 марта 1960)[3].

## Работы в театре
- «Потонувший колокол» — Магда
- «Враги» М. Горького — Надя
- «Гроза» А. Островского — Катерина
- «Волки и овцы» А. Островского — Глафира
- «Последняя жертва» А. Островского — Юлия Тугина
- «Мещане» М. Горького — Татьяна
- «Враги» М. Горького — Татьяна
- «Варвары» М. Горького — Надежда и Богаевская
- «Гибель эскадры» А. Корнейчука — Оксана
- «Разлом» Б. Лавренёва — Татьяна
- «Анна Каренина» Л. Толстого — Анна Каренина
- «Воскресение» по Л. Толстому — Катюша Маслова
- «Любовь Яровая» К. Тренева — Любовь Яровая
- «Без вины виноватые» А. Островского — Кручинина
- «Обрыв» по И. Гончарову — бабушка Бережкова
- «Каменное гнездо» Хеллы Вуолийоки — хозяйка Нискавуори
- «Кремлёвские куранты» Н. Погодина — Забелина
- «Мать своих детей» А. Афиногенова — мать
- «Семья» Попова — Мария Александровна Ульянова
- «Молодая гвардия» — Кошевая
- «Стряпуха» Софронова — Дарья Архиповна
- «Месяц в деревне» И. С. Тургенева — Наталья Петровна